# لو جورمان
لو جورمان (بالإنجليزية: Lou Gorman) هو لاعب كرة قاعدة أمريكي، ولد في 18 فبراير 1929 في بروفيدنس في الولايات المتحدة، وتوفي في 1 أبريل 2011 في بوسطن في الولايات المتحدة.

## روابط خارجية
- لو جورمان على موقعبيزبول رفرنس.كوم (الدوري الثانوي) (الإنجليزية)